# Ernst Becker (general)
Ernst Becker, nemški general in vojaški zdravnik, * 7. maj 1884, † 14. januar 1962.

## Življenjepis
Med letoma 1935 in 1939 je bil višji štabni zdravnik pri rajhovskem socialnem in namestitvenem sodišču Wehrmachta. Nato je postal korpusni zdravnik 23. armadnega korpusa (1939–1940) in nato zaledja 11. armadnega korpusa in hkrati vrhovni zdravnik za 11. vojaško okrožje (1940–1944).
Upokojil se je februarja 1945.